# 神保八十吉
神保 八十吉（じんぼ やそきち、1862年9月21日（文久2年8月28日） -  1949年（昭和24年）8月13日）は、明治後期から昭和前期の日本の実業家。

## 人物
文久2年（1862年）、加賀国（石川県）に生まれる。加賀絹糸、小松銀行の取締役を務め、明治40年（1907年）、小松銀行が能美銀行と合併し、小松商業銀行が設立されるに際しては、創立発起人の1人となり、同行の取締役も務めた。小松銀行の監査役を務めた宇都宮源平が、大正9年（1920年）、宇都宮書店（現・うつのみや）を株式会社化するに当たっては、神保も取締役として参画した。
また、小松にて神保運送を経営し、金沢運輸事務所管内公認運送取扱人組合の評議員や、鉄道公認運送取扱人組合中央会の代議員を務めた。大正15年（1926年）、鉄道省より運送事業者の合同を慫慂する声明が発表され、昭和2年（1927年）に小松合同運送が設立されると、神保も取締役に就任した。
『北陸人物名鑑』によると、はじめ官吏であったが、実業界に転じ、まず運送業で成功、次いで土地家屋の売買でも巨利を収め、商業の発達に伴う石炭やコークスの需要を見込むと、その一手売買を行う石炭商として収益を挙げ、人口増加に伴う住宅難を見込むと、金沢市内各地に貸家を建築し、金沢一流の大家主となったとされる。
家主としては、金沢市内の家主らで構成する家主同盟会に属していたが、大正8年（1919年）6月3日、家主同盟会が家賃値上げを決議すると、永井柳太郎の支持者らによる反対運動が起こり、神保らが家主同盟会を脱退、同盟会の批判に回った。その後間もない6月18日、同盟会は値上げを撤回し、同盟会自体が解散するに至っている。
貴族院多額納税者議員の互選資格者で、憲政会に属した。
第二次世界大戦中の石炭の販売統制下にあっては、石川県石炭統制、東海石炭販売両社の取締役、相談役を務めた。昭和20年（1945年）には、産業功労者として石川県による表彰を受けた。
昭和24年（1949年）、88歳にて死去。晩年は石川県石炭業界の最長老とされた。

## 親族
- 長男：神保成吉（電気工学者）[13]
- 長男の妻：中田清兵衛（実業家）の長女[14]
- 三女の夫：林政武（北國新聞社長）[14]
- 四女の夫：山田守（建築家）[15]

## 神保邸
金沢市長町にあった神保邸は、八十吉の長男・成吉が通った第四高等学校（四高）から近く、成吉の同級生らのたまり場になっていた。その同級生には山田姓が2人おり、神保家の女中らは1人を「きれいな山田さん」もう1人を「汚い山田さん」と呼び、後者が後に八十吉の四女の夫となった山田守であった。
大正13年（1924年）11月4日、最後の元老・西園寺公望が金沢を訪れた際には、神保邸を宿としたことが、秘書であった原田熊雄の記録に残されている。